# Nisse (folklore)
Pour les articles homonymes, voir Nisse (homonymie) et Tomte.
 (novembre 2024).
Si vous disposez d'ouvrages ou d'articles de référence ou si vous connaissez des sites web de qualité traitant du thème abordé ici, merci de compléter l'article en donnant les références utiles à sa vérifiabilité et en les liant à la section « Notes et références ».
Un nisse ou tomte est une petite créature humanoïde légendaire du folklore scandinave, comparable au lutin français. Celui-ci s'occupe des enfants et de la maison du fermier, et les protège contre la mauvaise fortune, en particulier la nuit, pendant que les occupants sont endormis.
Tomte  est le nom habituel en suédois ; tonttu  en finnois ; nisse  en danois ; nisse  en norvégien.

## Apparence
Le nisse est souvent représenté comme un petit homme âgé, dont la taille varie de quelques dizaines de centimètres à la moitié de la taille d'un homme adulte. Il porte souvent une grosse barbe, et est vêtu avec une tenue de travail de paysan.
Cependant, il existe des histoires folkloriques où il est décrit comme un « changeur de forme », capable de prendre une taille bien plus grande que celle d'un homme adulte. Dans d'autres contes, le nisse serait capable d'avoir un simple œil cyclopéen. Puisque le nisse est censé être capable d'illusions et de se rendre lui-même invisible, les descriptions sont en général peu susceptibles de fournir des précisions et détails de son apparence.

## Vision moderne:Julenisse
À partir des années 1840, le nisse des fermes est devenu le porteur des cadeaux de la fête de Jul, associée à Noël dans les pays scandinaves, et s'est ensuite appelé Julenisse (parfois traduit en « lutin de Noël »). En 1881, le magazine suédois Ny Illustrerad Tidning publia le poème Tomten de Viktor Rydberg, où le tomte, seul éveillé pendant la nuit froide de Noël, considère les mystères de la vie et de la mort. Ce poème comportait la première illustration par Jenny Nyström de ce personnage légendaire de la tradition suédoise, qu'elle a transformé en bonhomme amical à la barbe blanche et aux habits rouges, lié depuis à Noël. Peu après, et évidemment influencé par l'image naissante du père Noël, aussi bien que par la nouvelle tradition danoise, une variante du nisse appelé Jultomte en Suède et Julenisse en Norvège, commença à apporter les cadeaux de Noël en Suède et en Norvège, au lieu de la traditionnelle Julbock (« Chèvre de Jul »).
« Midvinternattens köld är hård,
stjärnorna gnistrar och glimmar.
Alla sover i enslig gård
djupt under midnattstimma.
Månen vandrar sin tysta ban,
snön lyser vit på fur och gran,
snön lyser vit på taken.
Endast tomten är vaken.
(…) »
« Le froid de la nuit de la mi-hiver est dur,
les étoiles scintillent et tremblotent.
Tous endormis dans la ferme isolée
profondément à minuit.
La lune parcourt sa trajectoire silencieuse,
la neige brille de blanc sur pins et sapins,
la neige brille de blanc sur les toits.
Seul le tomte est éveillé. »

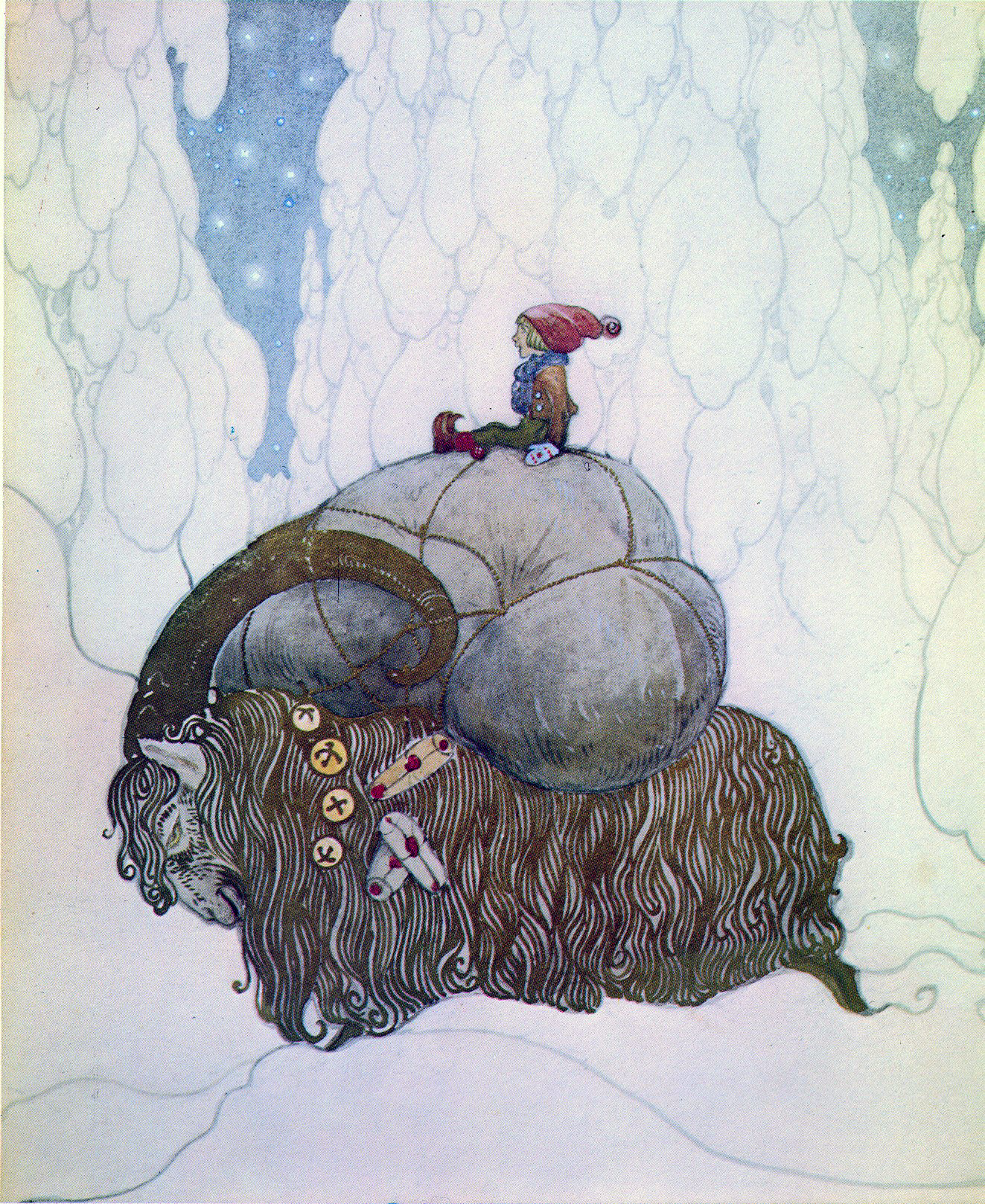
Julbocken, par John Bauer (1912).

Graduellement, le mercantilisme l'a fait de plus en plus ressembler au père Noël, mais le Jultomte suédois, le Julenisse norvégien, le Julemand danois (comme dénommé le plus souvent aujourd'hui) et le Joulupukki finnois (la « chèvre de Yule », bien que ses attributs animaux aient disparu) sont toujours liés aux traditions de la culture locale : il ne vit pas au Pôle Nord, mais plutôt dans une forêt environnante, ou pour les Danois, il habite au Groenland, et en Finlande, il habite en Laponie.
Il ne descend pas par la cheminée, mais arrive par la porte, donnant directement les cadeaux aux enfants, comme le faisait la chèvre de Yule ; il n'est pas extrêmement gros ; et même s'il monte parfois de nos jours dans un traîneau tiré par des rennes, ces derniers ne volent pas — et certains Suédois lui déposent encore au-dehors un bol de gruau la veille de Noël. Il est encore souvent représenté sur les cartes de Noël ou les décorations de maison et de jardin comme le « petit lutin » peint par Nyström, souvent accompagné par un cheval ou un chat, ou chevauchant une chèvre, ou dans un traîneau tiré par une chèvre, et pour beaucoup de Scandinaves l'idée ancienne du « nisse de ferme » survit toujours, ne fût-ce que dans l'imagination et la littérature.
Dans certaines familles danoises, on raconte une légende aux enfants : si on dépose du risengrød (riz au lait parfumé au beurre et à la cannelle) sur le pas de la porte lors du samedi précédant un dimanche de l’Avent, un Julenisse apparaît la nuit et dépose un cadeau près du lit des enfants sages. Mais si les enfants font des bêtises, le Julenisse renverse tout ce qui se trouve dans la maison. Les enfants doivent alors tout nettoyer et jurer de ne plus faire de bêtises[réf. nécessaire].